# Municipalità locale di Dihlabeng
Dihlabeng (ingl. Dihlabeng Local Municipality, 128.928 ab. nel 2001) è una municipalità locale del Sudafrica, nel distretto di Thabo Mofutsanyane (provincia di Free State).
La sede amministrativa e legislativa è a Bethlehem; il territorio si estende su una superficie di 4.739 km² ed è suddiviso in 19 circoscrizioni elettorali (wards).
Il codice di distretto è FS192.

## Geografia fisica

### Confini
La municipalità locale di Dihlabeng confina a nord con quella di Nketoana, a est con quelle di Phumelela e Maluti a Phofung, a sud con il Lesotho e a ovest con quella di Setsoto.

### Città e comuni
- Bethlehem
- Bohlokong
- Clarens
- Fateng-Tse-Ntsho
- Fouriesburg
- Masjaing
- Mautse
- Paul Roux
- Rosendal
- Vaalbank
- Valsrivier

### Fiumi
- As
- Brandwater
- As
- Debeerspruit
- Groenkloofspruit
- Jordaan
- Kalkoenspruit
- Langspruit
- Liebenbergsvlei
- Little Caledon
- Mautse
- Meulspruit
- Naudespruit
- Rexford Spruit
- Rus se Spruit
- Sandspruit
- Skulpspruit
- Slangspruit
- Swartspruit
- Tierkloof
- Vals
- Vaalbankspruit

### Dighe
- Gerrands Dam
- Loch Athlone Dam
- Loch Lomond
- Menin Dam
- Saulspoort Dam